# فستان أسود قصير
الفستان الأسود القصير هو نوع من الملابس النسائية ظهر في سنة 1920 ، وهو عبارة عن فستان قصير وخفيف، وتعتبر مصممة الأزياء كوكو شانيل هي أول من قام بتصميم هذا النوع من الثياب .